# Wolfgang R. Vogt
Wolfgang Rainer Vogt (* 1940) ist ein deutscher Soziologe und Friedensforscher.

## Leben und Wirken
Vogt leistete nach dem Abitur 1960 Wehrdienst bei der Bundeswehr und wurde später Reserveoffizier des Heeres. Von 1962 bis 1967 studierte er Sozialwissenschaften an der Universität Hamburg; seine Diplomarbeit zum Diplom-Soziologen erschien 1966 unter dem Titel Die soziale Stellung des Kompaniechefs in einer Grundausbildungseinheit der Bundeswehr. Danach war er als Dozent an der Heeresoffizierschule II sowie als Lehrbeauftragter an der Universität und am Institut für Lehrerfortbildung in Hamburg tätig. Ende der 1960er Jahre war er vor Bernhard Fleckenstein zwei Monate als sozialwissenschaftlicher Mitarbeiter ins Grundsatzreferat des Wehrbeauftragten des Deutschen Bundestages Matthias Hoogen abgeordnet. 1971 gehörte er zu den Referenten der ersten durch Fleckenstein geleiteten Tagung des Arbeitskreises Militär und Sozialwissenschaften. Ein Jahr später  wurde er an der Wirtschafts- und Sozialwissenschaftlichen Fakultät der Universität Hamburg mit der durch Janpeter Kob geförderten Dissertation Die Institution des Wehrbeauftragten zum Dr. rer. pol. promoviert. Heinz Kluth war Mitgutachter der Arbeit. Sie galt in Fachkreisen als maßgeblich.
Er zählte nach Johannes M. Becker federführend zu einer „kritischen Dozentengruppe“ an der Führungsakademie der Bundeswehr in Hamburg, die durch die sozialliberale Bundesregierung ab den ausgehenden 1960er Jahren geprägt worden war; von 1971 bis 2005 war er Dozent für Soziologie im Fachbereich Sozialwissenschaften, zuletzt als Leitender Wissenschaftlicher Direktor. Unter anderem Wissenschaftler des dortigen Fachbereichs thematisierten spezielle als gesellschaftliche Probleme verstandene Gesichtspunkte in ihren Veröffentlichungen. Während er noch 1986 auf dem 23. Soziologentag der Deutschen Gesellschaft für Soziologie die Ad-hoc-Gruppe „Militärsoziologie“ leitete, nahm er sich zwei Soziologentage später 1990 explizit der mutmaßlich vernachlässigten Themenfelder Frieden und Abrüstung an und organisierte die Gruppe „Friedens- und Militärsoziologie“. Vogt gilt mit seiner kritischen Haltung als durchaus umstritten; er gehört nach Uwe Hartmann zu denjenigen „militärkritischen Intellektuellen […], die im Dienste der Bundeswehr standen“, und zugleich zu den „Spannungen zwischen Intellektuellen und Militärs“ beitrugen.
Von 1992 bis 1997 war er Vorsitzender der Bonner Arbeitsgemeinschaft für Friedens- und Konfliktforschung e.V. (AFK) und von 1996 bis 2000 Vorsitzender der Herausgeberschaft der Zeitschrift Wissenschaft und Frieden. 2000 wurde er Jury-Vorsitzender des Göttinger Friedenspreises der Roland-Röhl-Stiftung. Er wurde ferner wissenschaftlicher Leiter des 2001 eröffneten „Europäischen Museums für Frieden“ auf der Burg Schlaining in Stadtschlaining im Burgenland (Österreich). 2003 wurde er Honorarprofessor am Fachbereich Gesellschaftswissenschaften und Philosophie der Philipps-Universität Marburg. Er war u. a. Vorsitzender eines im Auftrag des Wissenschaftsministeriums NRW erschienenen Evaluierungsberichts zum Thinktank Bonn International Center for Conversion.
Seit 2006 ist er Mitglied der Arbeitsgruppe Jugendkriminalität des Landesrats für Kriminalitätsvorbeugung Mecklenburg-Vorpommern. Außerdem gründete er die gemeinnützige GmbH kulturforum Pampin, deren Mitgeschäftsführer er ist. Von 2008 bis 2011 war er Mitglied des Kulturbeirats im CDU-geführten Ministerium für Bildung, Wissenschaft und Kultur des Landes Mecklenburg-Vorpommern.
Nach Klaus Ebeling, Anja Seiffert und Rainer Senger vom Sozialwissenschaftlichen Institut der Bundeswehr griff er 1980 in einem Aufsatz (Zivil-militärische Konflikte in der demokratischen Industriegesellschaft) auf das – durch die Weltkriege widerlegte – „Inkompatibilitätstheorem“ zurück, und vertrat es dann im Laufe der Zeit „in radikalisierter Form“. 1986 spitzte er es in einem Beitrag (Militärische Gewalt und Gesellschaftsentwicklung) bezüglich des Atomzeitalters zu, was durch Gerhard Kümmel und Heiko Biehl vom Zentrum für Militärgeschichte und Sozialwissenschaften der Bundeswehr als ein nennenswerter aufbauender Theorieentwurf anerkannt wird. In Anlehnung an Wilfried von Bredow lehnt Kümmel allerdings die radikale Perspektive Vogts, wie sie im Sammelband Sicherheitspolitik und Streitkräfte in der Legitimationskrise (1983) und im Doppelband Streitkräfte im Wandel der Gesellschaft (1986/88) zu finden ist, ab. Von Bredow machte bei Vogts informativer Gegenüberstellung von „Militärlogik“ und „Zivillogik“ in dem Beitrag Militär – Eine Institution auf der Suche nach Legitimation (1992) eine „idealtypische Überspitzung“ aus und verwies auf Mischformen in der Praxis. Ulrike C. Wasmuth weist Vogts Theorem bei Beachtung der Kategorie „Geschlecht“ zurück. Es gebe Gewaltstrukturen in der Gesellschaft, insofern seien Militär und Zivilgesellschaft – entgegen Vogts Annahme – miteinander vereinbar. Auch Hanne-Margret Birckenbach, die sich auf empirische Befunde stützt, ist jedenfalls was seine Äquivalenzthese angeht, skeptisch.

## Schriften (Auswahl)
Monografien
- Die soziale Rolle des Kompaniechefs. Ein Beitrag zur inneren Führung. v. Decker, Hamburg 1970.
- Militär und Demokratie. Funktionen und Konflikte der Institution des Wehrbeauftragten. v. Decker, Hamburg 1972, ISBN 3-7685-0472-7. (zugl. Dissertation, Universität Hamburg, 1972)

Herausgeberschaften
- (Hrsg.): Sicherheitspolitik und Streitkräfte in der Legitimitätskrise. Analysen zum Prozess der Delegitimierung des Militärs im Kernwaffenzeitalter. Nomos-Verlagsgesellschaft, Baden-Baden 1983, ISBN 3-7890-0857-5.
- (Hrsg.): Streitfall Frieden. Positionen und Analysen zur Sicherheitspolitik und Friedensbewegung (= Recht, Justiz, Zeitgeschehen. Bd. 40). Müller, Juristischer Verlag, Heidelberg 1984, ISBN 3-8114-7684-X.
- (Hrsg.): Streitkräfte im Wandel der Gesellschaft. 2 Bände, Leske und Budrich, Opladen 1986/88.

- 1986: Militär als Gegenkultur (= Streitkräfte im Wandel der Gesellschaft. 1). ISBN 3-8100-0524-X.
- 1988: Militär als Lebenswelt (= Streitkräfte im Wandel der Gesellschaft. 2). ISBN 3-8100-0532-0.

- (Hrsg.): Angst vorm Frieden. Über die Schwierigkeiten der Friedensentwicklung für das Jahr 2000 (= WB-Forum. 46). Wissenschaftliche Buchgesellschaft, Darmstadt 1989, ISBN 3-534-80108-3.
- (Hrsg.): Mut zum Frieden. Über die Möglichkeiten einer Friedensentwicklung für das Jahr 2000 (= WB-Forum. 58). Wissenschaftliche Buchgesellschaft, Darmstadt 1990, ISBN 3-534-80109-1.
- (Hrsg.): Frieden als Zivilisierungsprojekt – neue Herausforderungen an die Friedens- und Konfliktforschung. 25 Jahre AFK (= Schriftenreihe der Arbeitsgemeinschaft für Friedens- und Konfliktforschung e.V. (AFK). Bd. 21). Nomos-Verlagsgesellschaft, Baden-Baden 1995, ISBN 3-7890-3704-4.
- mit Eckhard Jung (Hrsg.): Kultur des Friedens. Wege zu einer Welt ohne Krieg. Wissenschaftliche Buchgesellschaft, Darmstadt 1997, ISBN 3-534-13838-4.
- (Hrsg.): Gewalt und Konfliktbearbeitung. Befunde – Konzepte – Handeln (= Schriftenreihe der Arbeitsgemeinschaft für Friedens- und Konfliktforschung e.V. (AFK). Bd. 24). Nomos-Verlagsgesellschaft, Baden-Baden 1997, ISBN 3-7890-4733-3.
- (Hrsg.): Friedenskultur statt Kulturkampf. Strategien kultureller Zivilisierung und nachhaltiger Friedensstiftung (= Schriftenreihe der Arbeitsgemeinschaft für Friedens- und Konfliktforschung e.V. (AFK). Bd. 26). Nomos-Verlagsgesellschaft, Baden-Baden 1999, ISBN 3-7890-6259-6.